# Titta Ruffo
Titta Ruffo (de son vrai nom, Ruffo Cafiero (prénom) Titta) est un baryton italien né à Pise le 9 juin 1877 et mort à Florence le 5 juillet 1953.

## Biographie
Titta Ruffo étudie à Rome avec Persichini, puis à Milan avec Casini, mais est essentiellement autodidacte. Il débute à Rome en 1898, puis parait à Santiago (1900) et Buenos Aires (1902).
Il débute au Royal Opera House de Londres en 1903 et au Teatro alla Scala à Milan en 1904, puis à Saint-Pétersbourg et Paris en 1905, Lisbonne et Monte-Carlo en 1907, New York et Chicago en 1912. Il chante régulièrement au Metropolitan Opera de 1922 à 1929.
Il se retire en 1934, s'étant publiquement opposé au régime fasciste de Benito Mussolini (son beau-frère, Giacomo Matteotti est assassiné en 1924), il se fixe en France, où il enseigne, notamment à Mado Robin, puis après la guerre retourne en Italie.
Acteur hors pair et chanteur doté d'une voix d'une exceptionnelle puissance et d'un registre aigu éclatant, dont il abusa dès l'âge de 35 ans et fut parfois contesté vers la fin de sa carrière pour ses effets de force. Il est cependant tenu comme « l'un des plus grands de sa génération ».
Parmi ses grands rôles, on compte surtout Figaro, Rigoletto, Barnaba, Scarpia, Hamlet.
Il publia ses mémoires La mia parabola en 1937.
Il faut mentionner l'existence de l'Association internationale de chant lyrique TITTA RUFFO, créée à Marseille, en 1996, par l'universitaire et chanteur lyrique Jean-Pierre Mouchon, dont le but est d'honorer la mémoire du grand baryton italien. site http://titta-ruffo-international.jimdo.com/

## Bibliographie

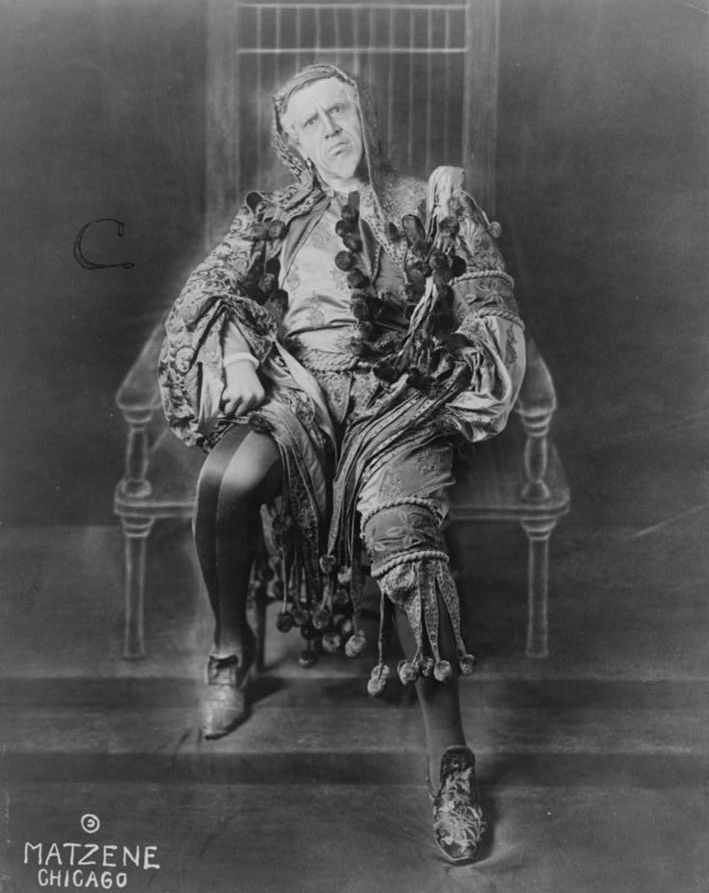
Titta Ruffo dans le rôle de Rigoletto en 1912 à Chicago